# Zgharta (district)
Zgharta is een district in het gouvernement Noord in Libanon. De hoofdstad is de gelijknamige stad Zgharta.
Zgharta heeft een oppervlakte van 182 vierkante kilometer en een bevolkingsaantal van 49.000.